# Giovanni Battista Visconti
Pour les articles homonymes, voir Visconti.
Giovanni Battista Visconti est un archéologue italien, préfet des antiquités de Rome sous Clément XIII, Clément XIV et Pie VI.

## Biographie
Giovanni Battista Visconti nait à Vernazza, au diocèse de Sarzana, le 26 décembre 1722. Son père, Marco Antoinio, exerçait la médecine. Son éducation est dirigée par un grand oncle, archiprêtre, qui l’envoye à Rome, dès l’âge de quatorze ans, auprès d’un autre de ses grands oncles, Antonio Maria, peintre et élève de Giovanni Battista Gaulli dit Baciccio. Antonio Maria le forme en tant peintre , mais le laisse continuer l’étude des langues anciennes et à l’étude des mathématiques. À la fin de ses premuères études, il contribue comme secrétaire au rétablissement de l’académie dite de’ Vari  dont il écrit l’histoire et en 1741 il en est nommé Prince.
Giovanni Battista Visconti épouse, en 1750, Ursule Filonardi, née comme lui à Vernazza. Il en eut trois fils : Ennius Quirinus, Filippo-Aurelio, et Alessandro, né à Rome en 1757, et mort dans la même ville le 7 janvier 1835, médecin, qui  a publié à Rome, en 1805, le catalogue des médailles de Pietro Vitali. 
Pour acquérir un statut et fixer son rang dans la société, il achète ensuite une charge de notaire apostolique. Après ses travaux scientifiques et littéraires, il bifurque vers  l’étude des monuments antiques. Il se lie à Rome avec Johann Joachim Winckelmann, qui exerce la fonction de préfet des antiquités et cet homme en partant pour l’Allemagne, en 1767 déclare « que s’il mourait avant son retour, il croyait ne pouvoir être mieux remplacé que par Giovanni Battista Visconti ». Lors de son retour à Rome, Il est assassiné par son domestique le 8 juin 1768 et le 30 juin, Giovanni Battista Visconti est nommé à sa place par Clément XIII, avec de préfet des antiquités ou commissaire aux antiquités, car on trouve ces deux expressions dans les écrits. Clément XIV, élu pape le 19 mai 1769, fonde un nouveau musée au Vatican le Musée Pio-Clementino et y rassemble tous les marbres antiques qu'il achète. Ainsi le préfet des antiquités devint le commissaire aux achats car il doit apprécier les statues antiques sous le rapport de l’art, en expliquer la signification mythologique et en établir la valeur. Les quinze dernières années de la vie de Visconti sont employées à inspecter les fouilles faites pour le compte du gouvernement, à suivre celles des particuliers, à acquérir tous les objets d'intérêt. Il conseille à Pie VI d'entreprendre les fouilles qui aboutissent à la découverte du tombeau des Scipions.  
Atteint d’un anévrisme, il est suppléé par son fils Ennius Quirinus et après trois années de maladie, il meurt à Rome le 2 septembre 1784 à l'âge de 61 ans.

## Publications
- En 1781, il écrit une dissertation sur le Discobole en marbre lançant le disque trouvé dans les fouilles du Quirinal. Elle porte le titre de Lettre au cardinal Giulio Pallotta, sur le Discobole, etc. le 24 mars 1781.
- Dissertation sur un médaillon de la ville de Cologne, représentant Tibère ;
- Mémoire sur les aqueducs qui existent aux environs de Rome, près de la villa Casali ;
- Inscriptions latines placées dans le Musée Pio-Clementino ;
- Lettres et Notices sur des inscriptions du tombeau des Scipions, imprimées dans les t. 8, 9, de l’Anthologie romaine et plusieurs pièces devers publiées en 1752, 1754, 1764, 1781, etc.
- En 1778, Ludovico Mirri ayant conçu le projet de cataloguer les objets antiques du Musée Pio-Clementino, Giovanni Battista Visconti est choisi par le pape pour composer le texte[3].